# Rabioses
Rabioses és un barri de Cruïlles, al sud-est de la població, format per masos escampats entre la zona del Vilar i el Daró. El nom de «rabioses» prové, segons la llegenda, d'unes noies que, no volent sotmetre's al dret de cuixa van matar el senyor que el volia exercir.